# 宮尾酒造
宮尾酒造株式会社（みやおしゅぞう）は、新潟県村上市にある1819年（文政2年）創業の酒蔵。屋号は「大関屋」。銘柄は「〆張鶴（しめはりつる）」。鮭の溯上で有名な三面川の伏流水が仕込み水に用いられている。
2019年（令和元年）時点では通年商品と季節限定商品の計13種類が販売されている。
宮尾家は北海道との間で廻船業も営んでいた記録があるが、同家にはその他さまざまな古文書や古道具が残されている。なかでも二代目宮尾又吉が記した「酒造伝授秘法之巻」という酒造技術を収めた巻物は同家の家宝として伝えられている。